# Babrios

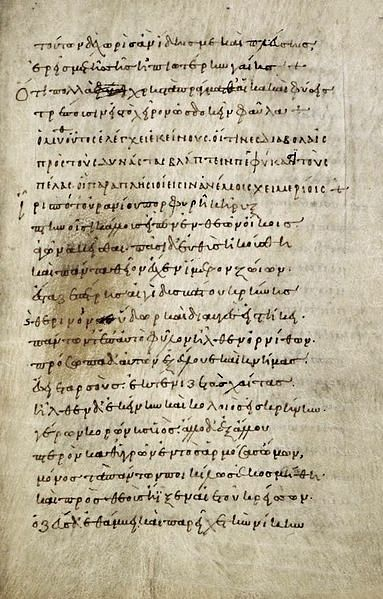
Manuscris grec (aflat la British Library) conținând fabulele lui Esop, versificate de Babrios

Babrios (sau Babrius) a fost un poet grec antic care a trăit pe la sfârșitul secolului al II-lea d.Hr., cunoscut pentru versificarea fabulelor lui Esop.
Fabulele lui Babrios conțin multe elemente orientale, dar reflectă influența culturii și a metricii latine.